# Кізійський Горган
Кізі́йський Го́рган (інші назви — Козій Горган, Кози Гора, Садки) — гора в Українських Карпатах, у масиві Горгани. Розташована в межах Надвірнянського району Івано-Франківської області, на південь від села Черника.
Висота 1617 м. Лежить у північній частині хребта Довбушанка. Підніжжя і схили гори вкриті лісами, вершина незаліснена. Північно-західний схил дуже крутий; є кам'янисті осипища, місцями — криволісся з сосни гірської (жерепу).
На південний захід розташована сусідня вершина — Полєнський (1693 м).
Гора розташована в межах заповідника Горгани.
Найближчий населений пункт: с. Черник.

## Про назву гори
З назвою гори існує чимала плутанина. На одних мапах вона — Козій Горган, на інших Кози Гора і навіть Садки (явно помилкова назва)[джерело?]. Правильна назва — Кізійський Горган (від назви сусідньої полонини — Кізя). Саме так гору називають місцеві мешканці.